# Elecciones parlamentarias de Bolivia de 1944
Las elecciones parlamentarias de Bolivia de 1944 se llevaron a cabo el 2 de julio, con el propósito de elegir una nueva Asamblea Constituyente.

## Resultados
| Partido/Alianza      | Partido/Alianza                        | Partido/Alianza      | Votos | %     | Escaños |
| -------------------- | -------------------------------------- | -------------------- | ----- | ----- | ------- |
|                      | Movimiento Nacionalista Revolucionario | MNR                  | ???   | ???   | 56      |
|                      | Independientes                         | Ind                  | ???   | ???   | 29      |
|                      | Partido Socialista Independiente       | PSI                  | ???   | ???   | 16      |
|                      | Partido Liberal                        | PL                   | ???   | ???   | 14      |
|                      | Partido Socialista Unificado           | PSU                  | ???   | ???   | 8       |
|                      | Partido de la Izquierda Revolucionaria | PIR                  | ???   | ???   | 8       |
|                      | Partido Republicano Socialista         | PRS                  | ???   | ???   | 4       |
|                      | Partido Republicano Genuino            | PRG                  | ???   | ???   | 2       |
| Votos válidos        | Votos válidos                          | Votos válidos        | ???   | 100,0 | 137     |
| Votos nulos          | Votos nulos                            | Votos nulos          | ???   |       |         |
| Votos emitidos       | Votos emitidos                         | Votos emitidos       | ???   |       |         |
| Votantes registrados | Votantes registrados                   | Votantes registrados | ???   |       |         |

El 4 de agosto de 1944 la Asamblea Constituyente confirmó al presidente Gualberto Villarroel López, quien había asumido la presidencia el 20 de diciembre de 1943 como resultado de un golpe de Estado.